# Lieux d'exposition de clavecins anciens
Cet article contient une liste de lieux d'exposition de clavecins anciens ; elle n'est pas limitative.

## France
Nombreux instruments à :
- Paris, musée de la musique (Goujon-Swanen)[1] ;

Beaux instruments isolés à :
- Paris, musée Grévin ;
- Versailles, château.

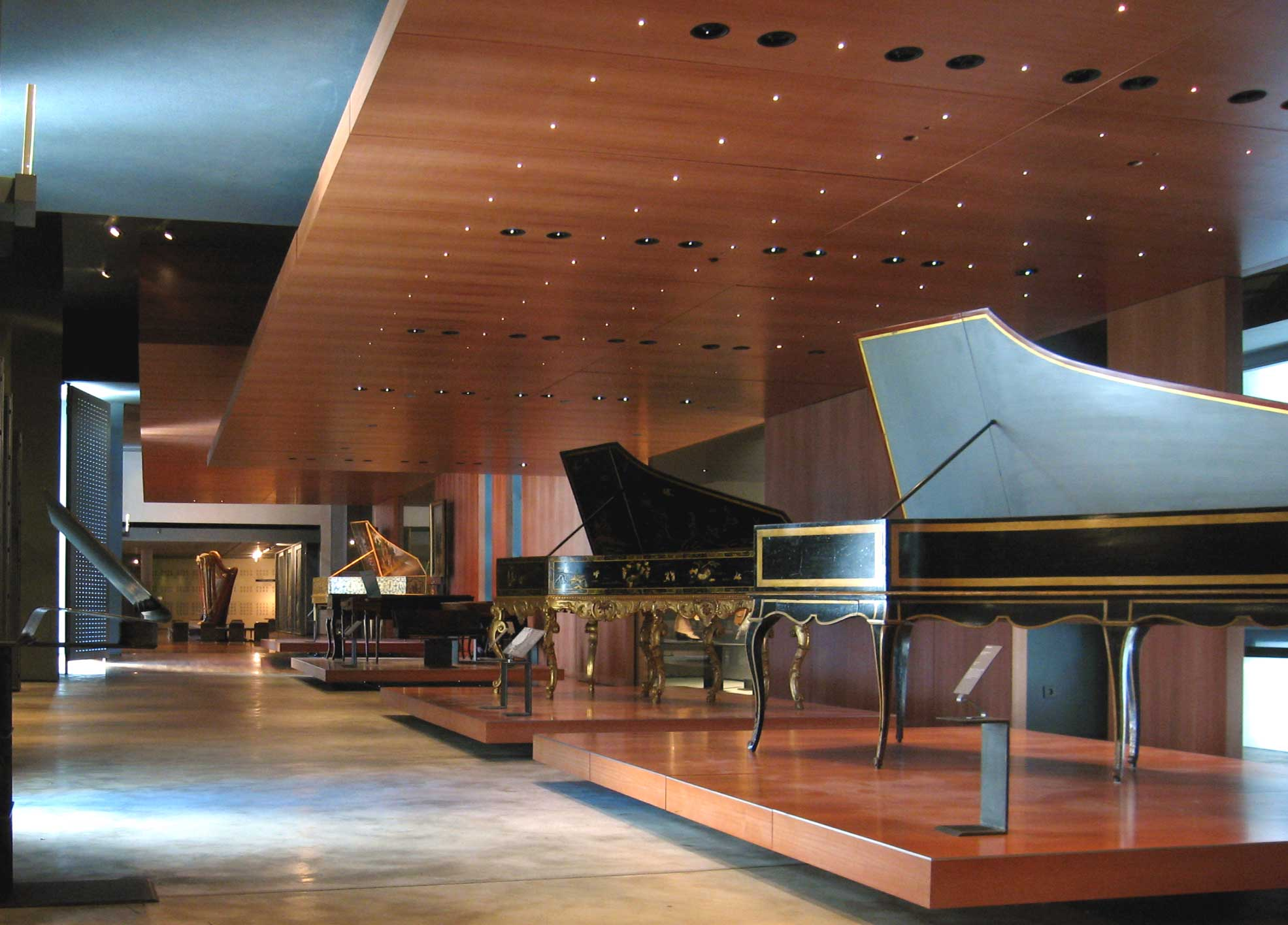
Clavecins au musée de la musique.

- Amiens, Musée de l'Hôtel de Berny (Ioannes Ruckers, 1612) ;
- Chartres, musée des beaux-arts (Le Père Bellot 1729)[2] ;
- Colmar, musée Unterlinden (Ioannes Ruckers, 1624) ;
- Issoudun, Musée de l'Hospice Saint-Roch (Jean II Denis, 1648 : plus ancien clavecin français) ;
- Lyon, Musée des arts décoratifs (Pierre Donzelague, 1716) ;
- Saint-Quentin, musée Antoine-Lécuyer (Benoist Stehlin, 1750) ;
- Thoiry, château de Thoiry (Nicolas+François Blanchet, 1733).

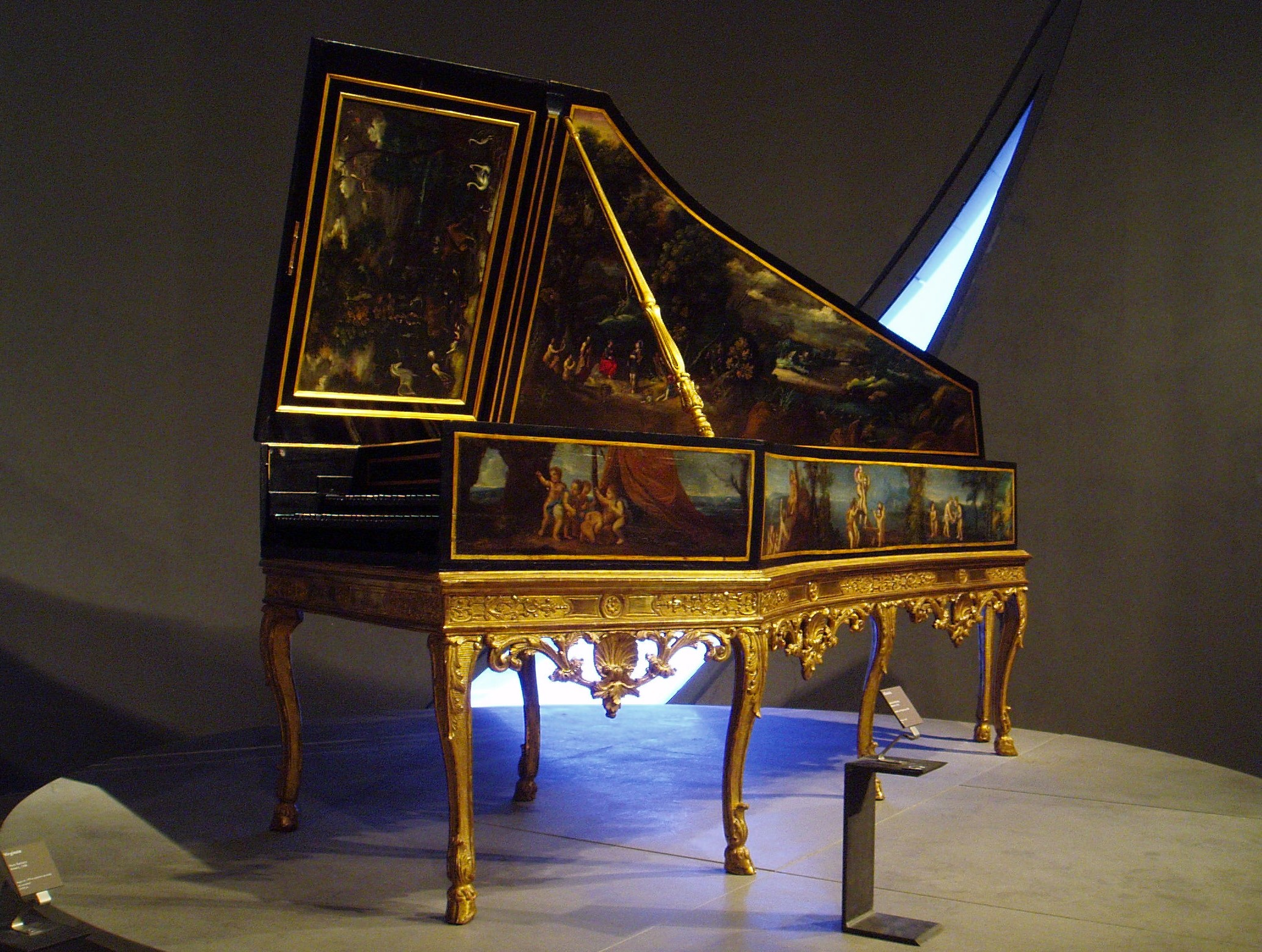
Le Goujon-Swanen du musée de la musique
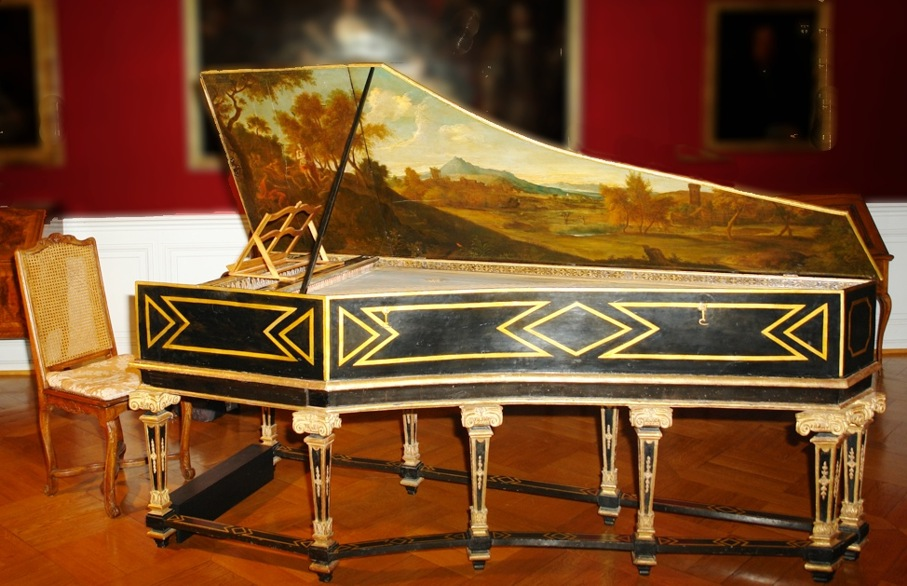
Le Ruckers de Colmar
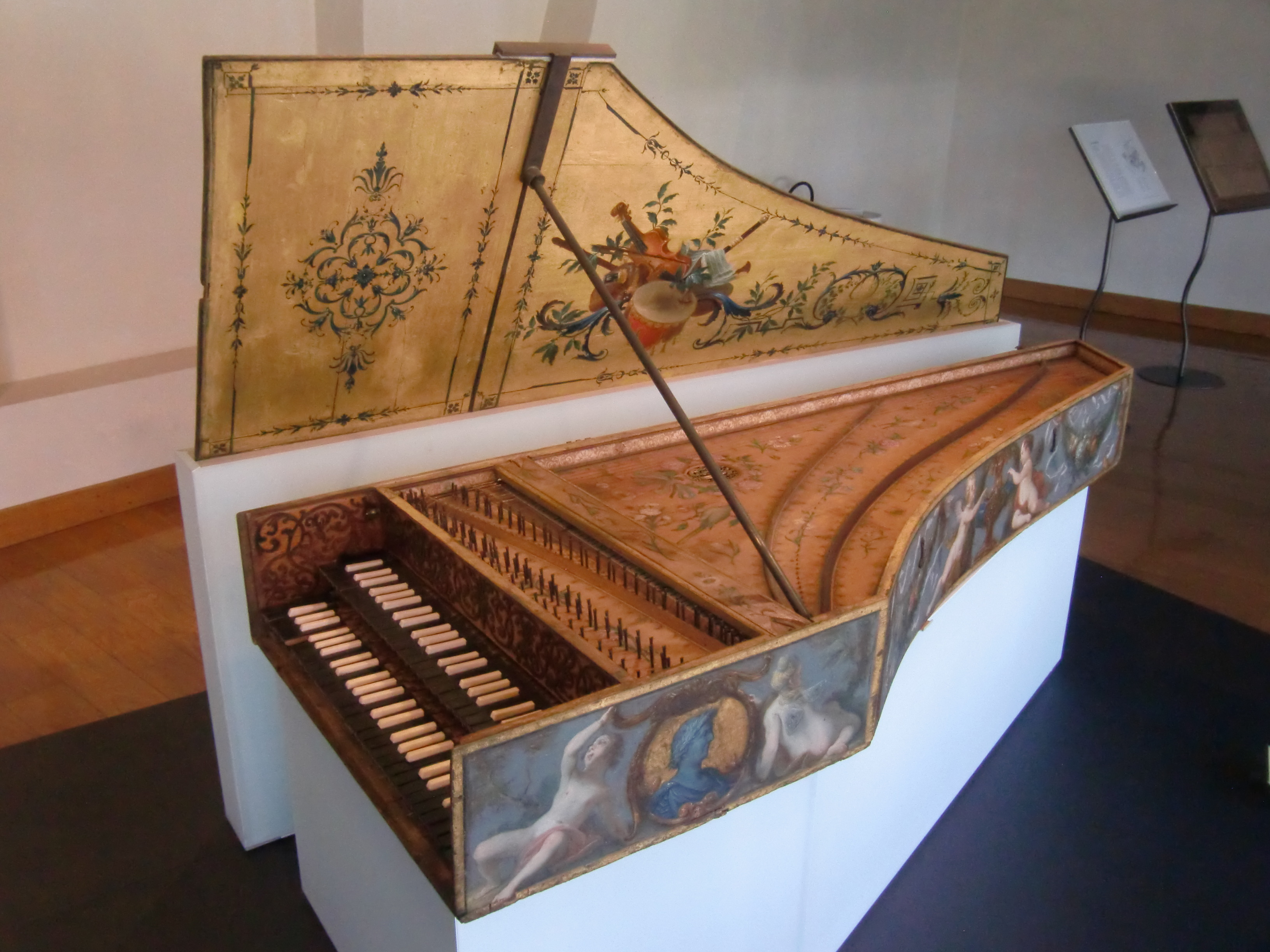
Le Jean Denis d'Issoudun
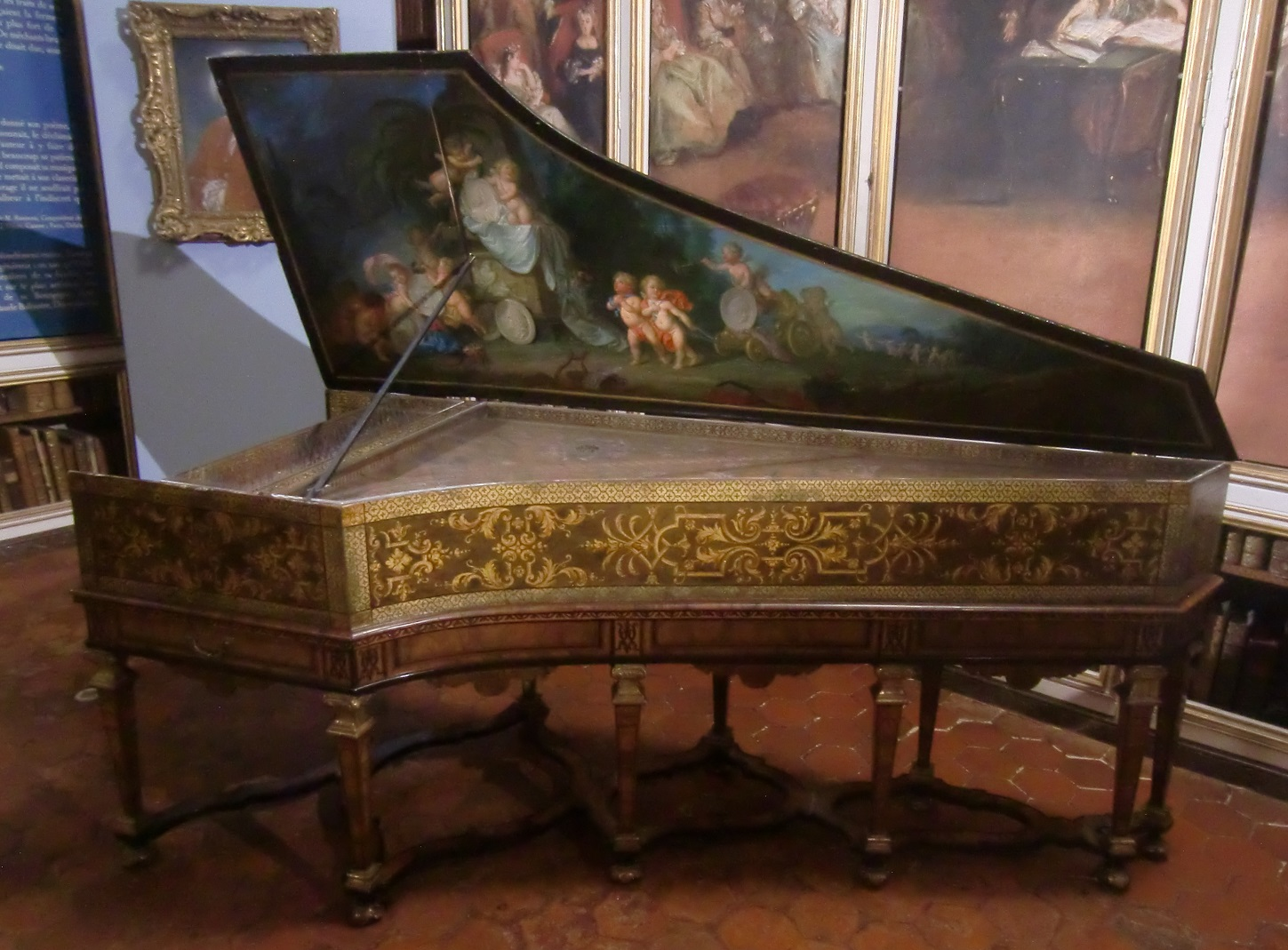
Le Pierre Donzelague de Lyon
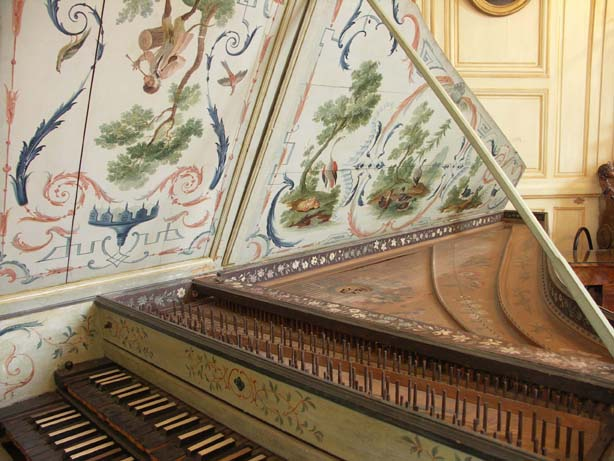
Détail du clavecin Blanchet de Thoiry

## Belgique
- Anvers, Vleeshuis museum.
- Bruges, Gruuthusemuseum
- Bruxelles, musée des instruments de musique.

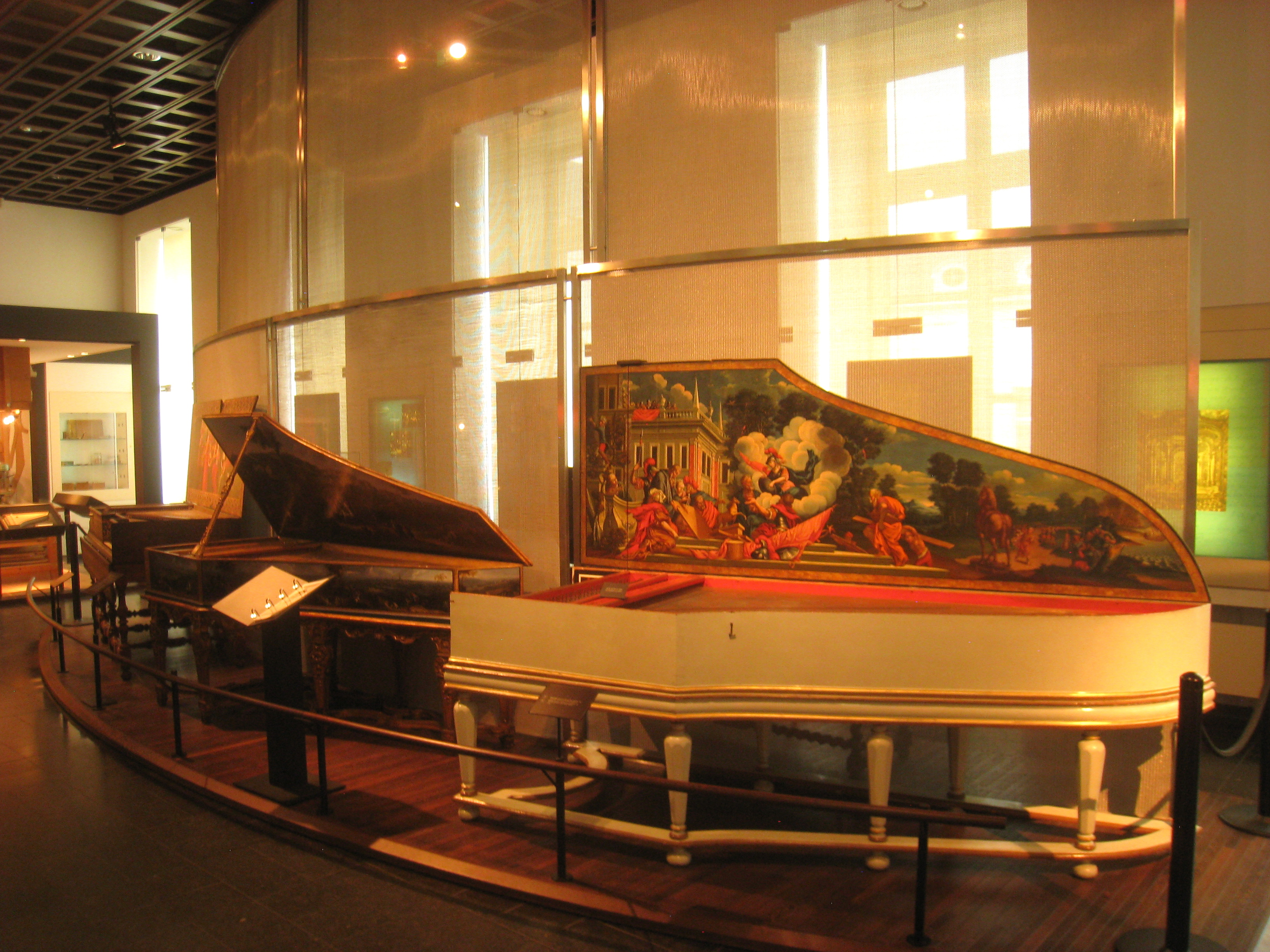
MIM de Bruxelles : au premier plan, clavecin Hass.

## Grande-Bretagne
Nombreux instruments à :

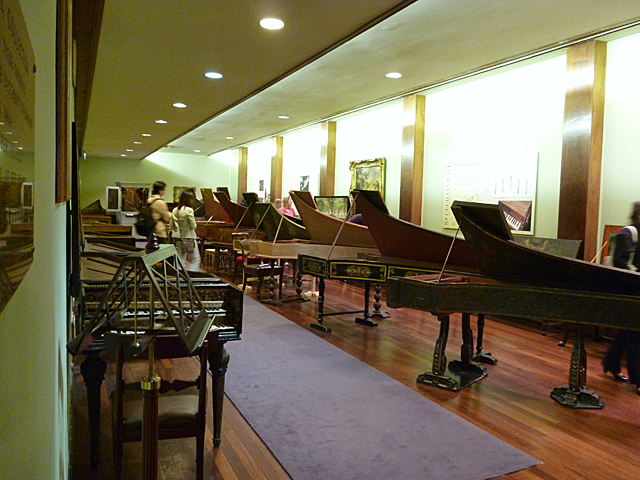
Collection Russell à Édimbourg.

- Édimbourg, Collection Russell, St Cecilia's Hall Museum of Instruments ;
- Goudhurst Tunbridge Wells (Kent), Finchcocks Living Music Museum  ;
- Guildford, Cobbe collection at Hatchlands Park (Andreas Ruckers, 1636) ;
- Londres, Victoria and Albert Museum (Vaudry, 1681, Baffo 1576…) ;
- Londres, Royal College of Music ;
- Londres, Fenton house (collection Benton Fletcher).

## États-Unis
Nombreux instruments à :
- Vermillion (Dakota du Sud), Musée national de musique (en)
- New York, Metropolitan Museum of Art
- Boston, Musée des beaux-arts de Boston
- Washington, Smithsonian Institution

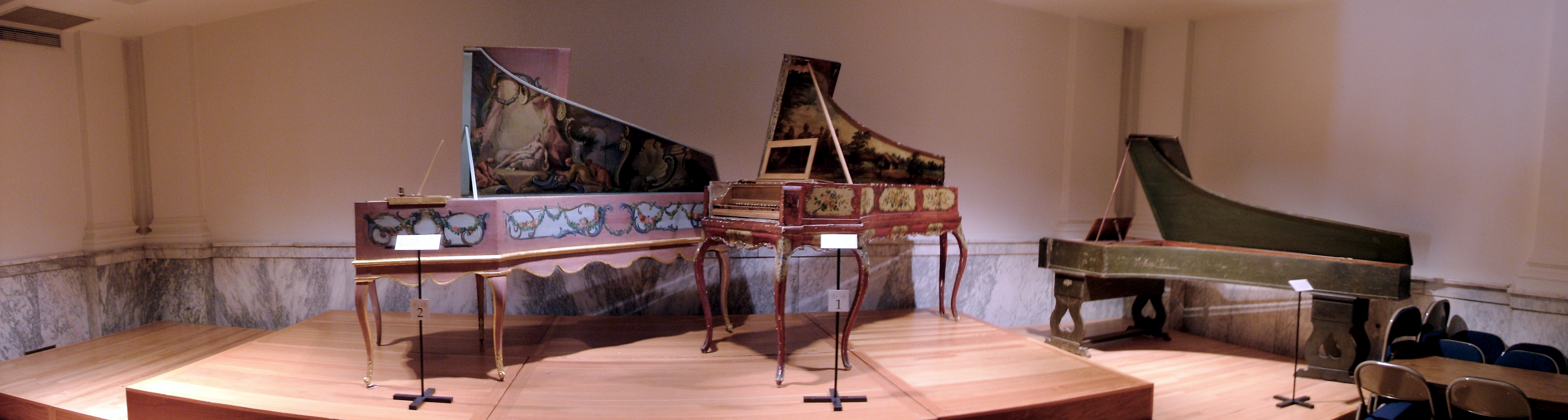
Trois clavecins exposés à Vermillion - de gauche à droite : J. Germain (1785), G. Ridolfi (vers 1662/1682), J. Calisto (1780)

## Allemagne
Importantes collections à :
- Berlin, Musikinstrumenten-Museum (SMB) près de la Philharmonie
- Hambourg, Museum für Kunst und Gewerbe (un Taskin original, un Vincenzio Sodi de 1778, un Christian Zell)
- Leipzig, Museum für Musikinstrumente der Universität Leipzig
- Munich, Deutsches Museum
- Nuremberg, Germanisches Nationalmuseum

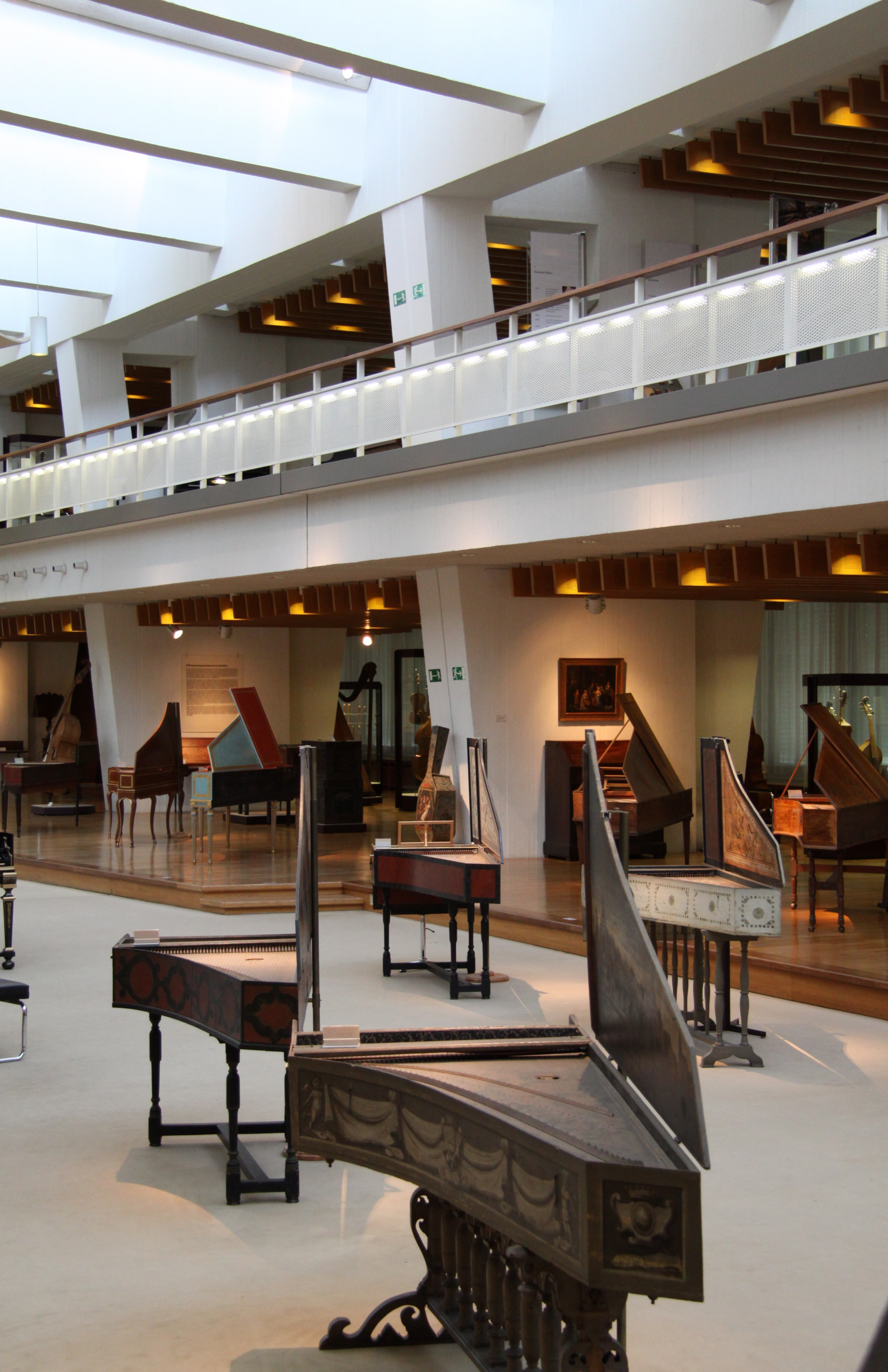
Musikinstrumenten-Museum de Berlin - au premier plan, quatre clavecins Ruckers

## Italie
- Museo Nazionale degli Strumenti Musicali di Roma
- Musée des instruments de musique (it) au Castello Sforzesco à Milan

## Espagne et Portugal
- Barcelone, Musée de la musique - quelques instruments dont deux rares clavecins allemands (Carl Conrad Fleischer, 1720 et Christian Zell, 1737).

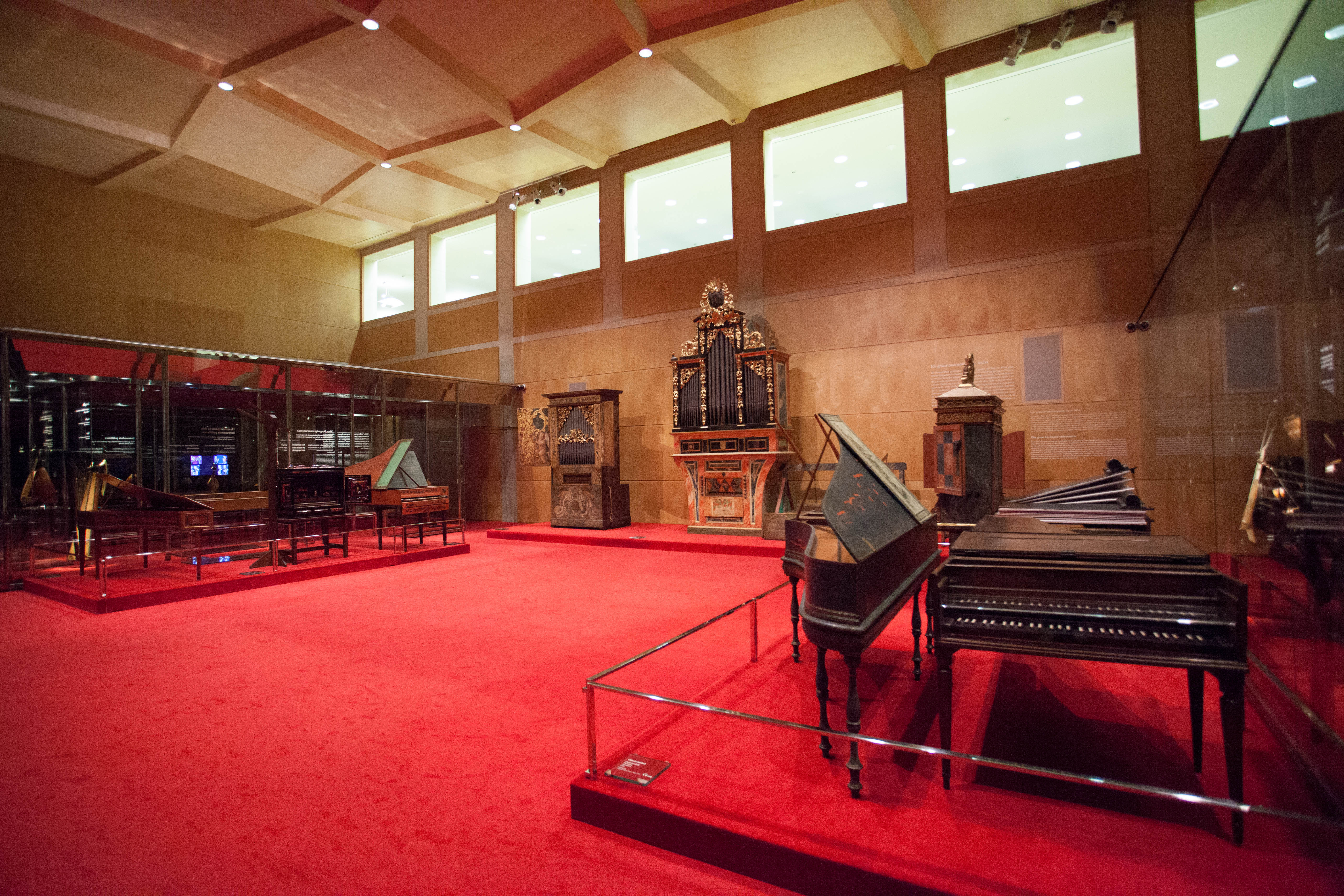
Musée de la musique de Barcelone : clavecins, clavicordes, orgues positifs.

- Museu da Música de Lisbonne